# Cantalupa
Cantalupa – miejscowość i gmina we Włoszech, w regionie Piemont, w prowincji Turyn. Od jej nazwy pochodzi nazwa odmiany melonów – Kantalupa.
Według danych na rok 2004 gminę zamieszkiwały 2073 osoby, 188,5 os./km².